# ソロモン・マーチ
ソロモン・ベンジャミン・”ソリー”・マーチ（Solomon Benjamin “solly” March, 1994年7月20日 - ）は、イングランド・イースト・サセックス州イーストボーン出身のプロサッカー選手。プレミアリーグ・ブライトン・アンド・ホーヴ・アルビオンFC所属。元イングランド代表。ポジションはMF。

## 来歴
2011年にアマチュアリーグのイスミアンフットボールリーグに所属するルイスFCでプロデビュー。同年12月5日にブライトン・アンド・ホーヴ・アルビオンFCと3年契約を締結。2013-14シーズンにトップチームに昇格し、23試合に出場。
2016-17シーズンはチャンピオンシップ (実質2部) で2位で終え、チーム史上初のプレミアリーグでのプレーが実現。同シーズンは25試合3得点を記録し、トップリーグ昇格に貢献。昇格を決めた4月17日のウィガン・アスレティックFC戦でゴールを決め、昇格の花を添えた。
初のプレミアリーグでのシーズンとなった2017-18シーズンは、2017年9月15日のAFCボーンマス戦で、トップリーグ初ゴールを記録。同シーズンは36試合に出場するなど、中心選手として活躍し、トップリーグ残留に貢献した。
2018年7月20日、ブライトンと2022年までの延長契約を締結した。

## 代表経歴
2014年から2017年にかけて、U-20、U-21のイングランド代表でプレーした。

## その他
父のスティーブも、1980年代にブライトンに所属した経験を持つ。